# Maren Mjelde
Maren Nævdal Mjelde (født 6. november 1989) er en norsk fodboldspiller, der spiller for Chelsea Ladies og er anfører på Norges landshold. Hun har tidligere spillet for Kopparbergs/Göteborg FC i den svenske Damallsvenskan, Turbine Potsdam i Frauen-Bundesliga og for både Arna-Bjørnar og Avaldsnes IL i den norske Toppserien. Hendes storebror, Erik Mjelde, er også fodboldspiller, han spiller for Sandefjord Fotball.

## International karriere
I oktober 2007 fik Mjelde debut på Norges A-landshold, det skete i en kamp mod Rusland. Hun blev udtaget til EM i fodbold 2009, og VM i fodbold 2011. Mjelde scorede sit første mål for Norge i en play-off VM-kvalifikationskamp mod Ukraine.
Mjelde var Norges vicekaptajn i 2011 og 2012 gennem holdets kvalifikation til EM i fodbold 2013 og var kaptajn i flere af kampene. Under turneringen spillede hun for første gang nogensinde som højreback, og var holdets anfører i kampen i gruppe B, hvor Norge slog Tyskland 1–0 den 17. juli. Norge tabte finalen 0–1 mod Tyskland, og Mjelde blev valgt til UEFA's udvalgt trup for turneringen.